# Blue Planet (Alquin)
Blue Planet is het comebackalbum van de Nederlandse muziekgroep Alquin.

## Geschiedenis
Een reünietournee van Alquin werd zo positief ontvangen en de sfeer tussen de musici was dermate goed, dat zij besloten de studio weer in te gaan om een nieuw muziekalbum op te nemen. Plaats van handeling waren de Park Studio te Amsterdam en The Schiehal te Delft. Het album laat een mix van stijlen horen: van bijna bluesachtige progressieve rock tot soul, en andere popmuziek. Voor liefhebbers van Pink Floyd zit in de eerste track een item verborgen; de eerste tonen van "Echoes" worden gespeeld op een loopje in de basgitaar dat veel weg heeft van de basloop van Money.

## Musici
- Ferdinand Bakker – gitaar, viool, piano, zang
- Michel van Dijk – zang
- Dick Franssen – hammondorgel, toetsinstrumenten
- Ronald Ottenhoff – saxofoons
- Walter Latupeirissa – basgitaar, zang
- Job Tarenskeen – slagwerk, zang
- Stylers Horns – blaasinstrumenten 8 en 13

## Tracklist
Muziek van Bakker, teksten van Van Dijk en Tarenskeen

| Nr. | Titel                     | Duur |
| --- | ------------------------- | ---- |
| 1.  | Return to the Blue Planet | 6:01 |
| 2.  | Murder in the Park        | 4:43 |
| 3.  | Over and out              | 5:53 |
| 4.  | The Hitman                | 3:21 |
| 5.  | Falling                   | 4:39 |
| 6.  | Love is a Little Thing    | 2:10 |
| 7.  | Terror Eyes               | 6:18 |
| 8.  | 2 Days 2 Nights           | 3:48 |
| 9.  | Pictures                  | 4:14 |
| 10. | Can’t Sleep               | 3:08 |
| 11. | Enough= enough            | 3:43 |
| 12. | Singapore Connection      | 5:09 |
| 13. | Cherise                   | 5:43 |
| 14. | The Beach                 | 5:54 |

## Hitnotering

### NederlandseAlbum Top 100
| Hitnotering: 24-09-2005 t/m 01-10-2005 | Hitnotering: 24-09-2005 t/m 01-10-2005 | Hitnotering: 24-09-2005 t/m 01-10-2005 | Hitnotering: 24-09-2005 t/m 01-10-2005 |
| Week                                   | 01                                     | 02                                     |                                        |
| -------------------------------------- | -------------------------------------- | -------------------------------------- | -------------------------------------- |
| Nummer                                 | 80                                     | 87                                     | uit                                    |